# Ulrich Meyer (Politiker)
Ulrich Meyer (* 20. Mai 1903 in Luzern; † 20. April 1987 in Zollikon; heimatberechtigt in Luzern, seit 1955 in Zollikon) war ein Schweizer Politiker (FDP).

## Leben
Ulrich Meyer kam am 20. Mai 1903 in Luzern als Sohn des Fellhändlers Ulrich Meyer Senior und der Barbara Ursula geborene Sigrist zur Welt. Meyer erwarb zunächst das Handelsschuldiplom und die Matura in Lausanne. In der Folge war er Inhaber eines Installationsgeschäftes für sanitäre Anlagen und Heizungen in Zürich, dessen Leitung er vom Schwiegervater übernahm.
Er fungierte zudem von 1941 bis 1951 als Präsident des Schweizerischen Spenglermeister- und Installateur-Verbandes sowie von 1951 bis 1968 in gleicher Position, später als Ehrenpräsident des Schweizerischen Gewerbeverbandes. Weiters amtierte er von 1971 bis 1974 als Stiftungsratspräsident des Schweizerischen Nationalfonds. Ausserdem gehörte Meyer dem Bankrat der Schweizerischen Nationalbank und dem Verwaltungsrat der SUVA an.
Er heiratete 1928 Betty Araceli, die Tochter des Johann Jakob Boller aus Zürich. Ulrich Meyer verstarb am 20. April 1987 einen Monat vor Vollendung seines 84. Lebensjahres in Zollikon. Sein Sohn Ulrich machte sich als Dirigent einen Namen.

## Politik
Ulrich Meyer vertrat in den Jahren 1955 bis 1971 die Zürcher FDP im Nationalrat. Dazu wirkte er unter anderem als Präsident der nationalrätlichen Kommission für die 7. AHV-Revision. Den Schwerpunkt seiner Tätigkeit bildete die Gewerbe- und Sozialpolitik.

## Weblink
- Susanne Peter-Kubli: Meyer, Ulrich. In: Historisches Lexikon der Schweiz.

| Personendaten    | Personendaten             |
| ---------------- | ------------------------- |
| NAME             | Meyer, Ulrich             |
| KURZBESCHREIBUNG | Schweizer Politiker (FDP) |
| GEBURTSDATUM     | 20. Mai 1903              |
| GEBURTSORT       | Luzern                    |
| STERBEDATUM      | 20. April 1987            |
| STERBEORT        | Zollikon                  |